# Spencer Abraham
 (mars 2019).
Si vous disposez d'ouvrages ou d'articles de référence ou si vous connaissez des sites web de qualité traitant du thème abordé ici, merci de compléter l'article en donnant les références utiles à sa vérifiabilité et en les liant à la section « Notes et références ».
Pour les articles homonymes, voir Abraham (patronyme).
Edward Spencer Abraham, né le 12 juin 1952 à East Lansing (Michigan), est un homme politique américain. Membre du Parti républicain, il est sénateur du Michigan entre 1995 et 2001 puis secrétaire à l'Énergie entre 2001 et 2005 dans l'administration du président George W. Bush.

## Biographie
Il est fils d'immigrants libanais.
De 1983 à 1990, il siège au comité de direction du Parti républicain du Michigan.
En 1990-1991, il rejoint le cabinet du vice-président Dan Quayle.
De 1991 à 1995, il siège à la direction du comité national des républicains du Congrès (National Republican Congressional Committee).

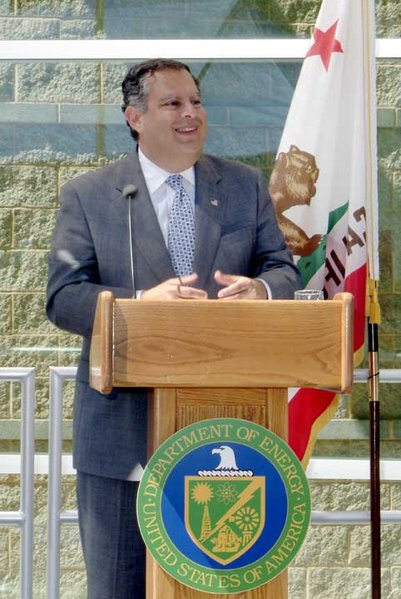
Spencer Abraham en 2005.

De 1995 à 2001, il est sénateur du Michigan au Congrès et seul arabe américain représenté dans cette chambre. Il est alors membre de la commission judiciaire du Sénat. Il est l'un des auteurs de la loi portant validité de la signature électronique dans les contrats commerciaux et de nombreuses lois concernant l'utilisation d'internet. Candidat à sa réélection en novembre 2000, il est battu par la démocrate Debbie Stabenow.
En 2001, il est nommé secrétaire à l'Énergie dans l'administration de George W. Bush.
Le 15 novembre 2004, au lendemain de la réélection du président George W. Bush, il annonce sa démission du département de l'Énergie, laquelle prend effet à la prestation de son successeur Samuel W. Bodman, le 1er février 2005.
Fondateur du « Abraham Group », une entreprise de conseil en stratégie internationale, il est nommé, le 1er mars 2006, président du conseil d'administration d'Areva Inc., la filiale nord-américaine du groupe industriel français Areva.
Père de trois enfants, Spencer Abraham est diplômé en droit de l'université Harvard.